# مایک هسمن
مایک هسمن (انگلیسی: Mike Hessman؛ زادهٔ ۵ مارس ۱۹۷۸) بازیکن بیس‌بال اهل ایالات متحده آمریکا است.
وی در مسابقات کشوری و بین‌المللی در مجموع برندهٔ ۱ مدال برنز شده‌است.